# Arrhyton
Arrhyton is een geslacht van slangen uit de familie toornslangachtigen (Colubridae) en de onderfamilie Dipsadinae.

## Naam en indeling
Er zijn acht soorten, de wetenschappelijke naam van de groep werd voor het eerst voorgesteld door Albert Günther in 1858.

### Soorten
Het geslacht omvat de volgende soorten, met de auteur en het verspreidingsgebied.
| Naam                 | Auteur                   | Verspreidingsgebied       |
| -------------------- | ------------------------ | ------------------------- |
| Arrhyton ainictum    | Schwartz & Garrido, 1981 | Cuba                      |
| Arrhyton dolichura   | Werner, 1909             | Cuba                      |
| Arrhyton procerum    | Hedges & Garrido, 1992   | Cuba                      |
| Arrhyton redimitum   | Cope, 1863               | Cuba                      |
| Arrhyton supernum    | Hedges & Garrido, 1992   | Cuba                      |
| Arrhyton taeniatum   | Günther, 1858            | Cuba, Isla de la Juventud |
| Arrhyton tanyplectum | Schwartz & Garrido, 1981 | Cuba                      |
| Arrhyton vittatum    | Gundlach, 1861           | Cuba, Isla de la Juventud |

## Verspreiding en habitat
Alle soorten leven in het Caraïbisch gebied en komen endemisch voor in delen van Cuba, inclusief Isla de la Juventud.
De habitat bestaat uit tropische en subtropische bossen, zowel droge bossen als vochtige laaglandbossen. Ook in door de mens aangepaste streken zoals weilanden en plantages kunnen de dieren worden aangetroffen.

## Beschermingsstatus
Door de internationale natuurbeschermingsorganisatie IUCN is aan zeven soorten een beschermingsstatus toegewezen. Drie soorten worden gezien als 'veilig' (Least Concern of LC), drie soorten als 'onzeker' (Data Deficient of DD) en de soort Arrhyton tanyplectum ten slotte wordt beschouwd als 'bedreigd' (Endangered of EN)..